# Lambros Lambru
Lambros Lambru (gr. Λάμπρος Λάμπρου; ur. 10 kwietnia 1957 w Galacie) – cypryjski narciarz alpejski. Wystąpił na ZIO 1984 w Sarajewie.
Wystartował w slalomie (41. miejsce) i w slalomie gigancie (70. miejsce).

## Wyniki olimpijskie
| Igrzyska      | Konkurencja            | Czas    | Wynik |
| ------------- | ---------------------- | ------- | ----- |
| Sarajewo 1984 | Slalom gigant mężczyzn | 3:55.97 | 70.   |
| Sarajewo 1984 | Slalom mężczyzn        | 2:34.62 | 41.   |